# 异嗜性抗体
异嗜性抗体（Heterophilic antibody，HA）是由外部抗原（异嗜性抗原）诱导产生的抗体，这些与自身抗原发生交叉反应的抗体即称为是异嗜性抗体。例如在风湿热中，针对A组链球菌细胞壁的抗体也可以与人类心脏组织发生反应造成损伤。

## 特征
异嗜性抗体可能对免疫分析造成显著干扰，可能造成假阳性或者假阴性结果。样本中的干扰频率约为4%，如去除捕获抗体中的Fc片段，可以将比例降低至0.10%。如果向测定缓冲液中添加热处理过的非特异性鼠IgG，可以进一步减少这种情况。

### 干扰原理
双抗体夹心法免疫检测会使用至少两种针对抗原不同表位的抗体（捕获抗体和标记抗体）。捕获抗体包被在固相，而标记抗体游离在溶液中，未知样品中的分析物与抗体位点结合，然后标记抗体与分析物结合，显示出标记在二抗上的信号，信号待测物的量与呈线性关系。如果未知样品中不存在分析物，则标记的抗体将不会结合。之所以称为“夹心”测定，因为分析物“夹在”两种抗体之间。
双抗体夹心法特别容易受到异嗜性抗体的干扰。当异嗜性抗体存在时，这些抗体就能够通过桥接捕获抗体和标记抗体，模拟待测物行为，导致假阳性；或当异嗜性抗体过多时，与捕获抗体或标记抗体结合，而不能生成免疫复合物，产生钩子效应，造成假阴性。

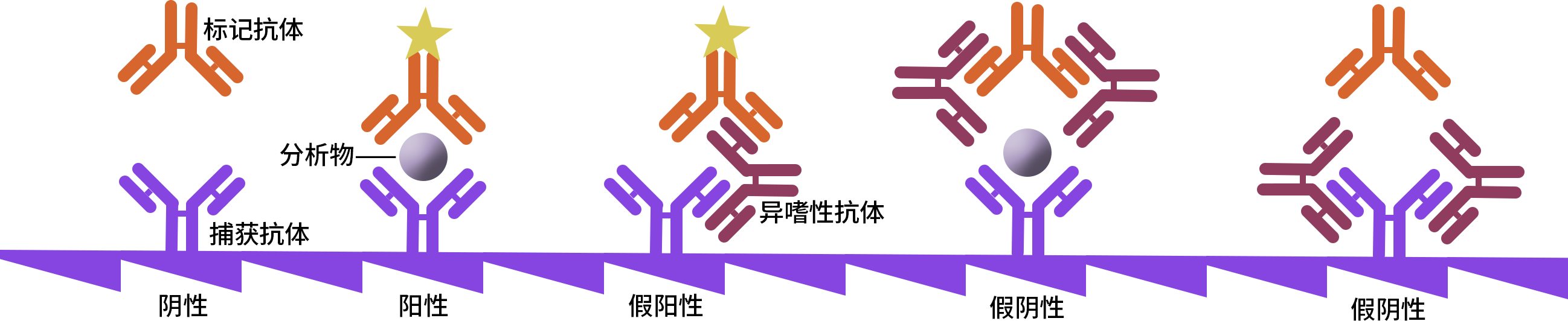
异嗜性抗体干扰免疫分析的原理。抗体与特定分析物结合可获得正确的结果；交叉反应物与分析物共享两个共同表位则产生阳性交叉反应；交叉反应物仅与分析物共享一个表位则得到阴性交叉反应。

### 解决方法
临床医学中检测、阻断这种干扰都很困难。一种方法是使用不同类型的测定重复测试。其他选择包括使用异嗜性抗体阻断剂、去除免疫球蛋白的步骤、连续稀释以及使用非哺乳动物捕获和/或检测抗体。
异嗜性抗体的干扰通常不会随连续稀释而线性变化，但真实结果通常会发生线性变化。这是嗜异性抗体检测的一种策略。然而，在某些情况下，异嗜性抗体会对稀释产生线性响应，并且免疫测定在稀释后不会线性变化，这意味着该方法并非万无一失。
阻断嗜异性抗体干扰可以通过从样品中去除免疫球蛋白（例如用PEG）、通过修饰样品中可能存在的抗体或通过使用缓冲液来减少干扰来实现。
異嗜性抗體在臨床醫學中特別重要，因為它們可用於檢測Epstein-Barr病毒（傳染性單核細胞增多症的病原體）。EBV感染會誘導產生多種抗體，其中嗜異性抗體就是其中之一（其他包括抗 i、類風濕因子和 ANA）。異嗜性抗體是對綿羊和馬紅細胞具有親和力的IgM抗體。它們出現在傳染性單核細胞增多症症狀的第一周，即感染後3-4週，並在感染後3-6個月恢復到不可檢測的水平。
異嗜性抗體是一種相當特異但不敏感的 EBV 檢測方法。80%受感染青少年和成人、40%受感染兒童以及20%的4歲以下受感染兒童中都存在這種病毒。非EBV感染中可能會出現異嗜性抗體。HIV、淋巴瘤或狼瘡病例可能會出現假陽性單點檢測。還可以使用其他檢測EBV的方法，包括血清學標記。 
异嗜性抗体的一个重要临床亮点是它们也可以在遗传性免疫缺陷中看到。有案例报告称，女性在进行β-hCG测试错误升高后，因疑似宫外孕而接受剖腹探查术，但后来却发现她们实际上患有选择性 IgA 缺乏症。因此，妊娠试验假阳性的另一个可能原因是异嗜性抗体，常见于 EBV 感染以及选择性 IgA 缺乏症。 

## 相关
- 异嗜性抗原